# Hội Chiếu sáng Việt Nam
Hội Chiếu sáng Việt Nam là tổ chức xã hội - nghề nghiệp phi lợi nhuận của những người làm việc trong lĩnh vực chiếu sáng tại Việt Nam . Hội là thành viên của Tổng hội Xây dựng Việt Nam .
Hội có tên giao dịch tiếng Anh là Vietnam Lighting Association, viết tắt là VLA.
Tên trước đây của Hội là "Hội Chiếu sáng đô thị Việt Nam", được thành lập tại Đại hội lần thứ nhất và là đại hội thành lập Hội, khai mạc ngày 08 tháng 11 năm 2003 tại Hà Nội. Hội được phê duyệt tại quyết định của Bộ Nội vụ số 69/2004/QĐ-BNV ngày 14/10/2004.
Tại Đại hội lần thứ hai ngày 8-9/11/2008 tại Thành phố Hồ Chí Minh Hội đổi tên thành Hội Chiếu sáng Việt Nam. Bộ Nội vụ có Quyết định số 524/QĐ-BNV ngày 26/3/2009 phê duyệt tên và Điều lệ sửa đổi của Hội.
Văn phòng Hội đặt tại số 87-89 phố Hạ Đình, phường Hạ Đình, quận Thanh Xuân, thành phố Hà Nội.